# Bitwa pod Jampolem

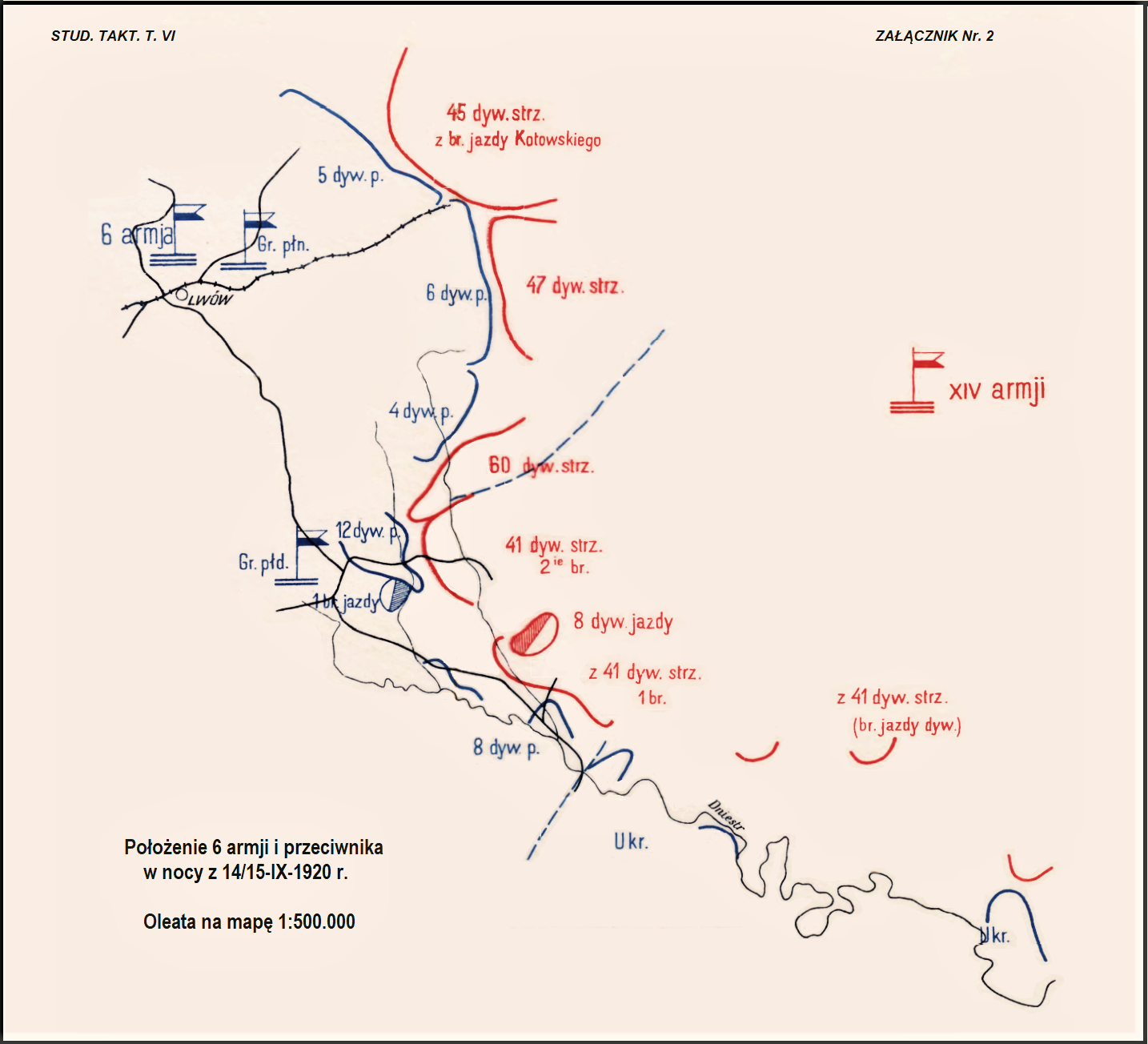
Ugrupowanie polskiej 6 Armii i sowieckiej 14 Armii tuż przed ofensywą

Bitwa pod Jampolem – część wielkiej bitwy wołyńsko-podolskiej; walki polskiego 11 pułku ułanów mjr. Edwarda Kleszczyńskiego z oddziałami sowieckiej 47 Dywizji Strzelców komdywa Krugliakowa w czasie ofensywy jesiennej wojsk polskich na Ukrainie w okresie wojny polsko-bolszewickiej.

## Geneza
2 września, jeszcze w czasie walk pod Zamościem, Naczelne Dowództwo Wojska Polskiego zdecydowało, iż 3. i 6 Armia, po stosownym przegrupowaniu, około 10 września podejmą większą akcję zaczepną w kierunku wschodnim celem „nie tylko odrzucenia nieprzyjaciela poza granice Małopolski, lecz także rozbicia i zdezorganizowania jego sił tak, aby później można było utrzymać front przy użyciu słabych sił własnych”. 6 Armia gen. Roberta Lamezan-Salinsa miała rozbić nieprzyjaciela znajdującego się między rzekami Gniła Lipa i Zbrucz, spychając go w kierunku północno-wschodnim w rejon działań 3 Armii, przy jednoczesnym odcięciu mu dróg odwrotu na Tarnopol. 15 września 6 Armia przystąpiła do ofensywy. Pod nowym dowództwem gen. Stanisława Hallera oddziały polskiej armii uzyskały powodzenie operacyjne, a po trzech dniach walk sowiecka 14 Armia rozpoczęła pospieszny odwrót.

## Walczące wojska
| Jednostka                         | Dowódca                 | Podporządkowanie      |
| Wojsko Polskie                    |                         |                       |
| dowództwo 1 Brygady Jazdy         | płk Janusz Głuchowski   | 6 Armia               |
| → 11 pułk ułanów                  | mjr Edward Kleszczyński | 1 Brygada Jazdy       |
| Armia Czerwona                    |                         |                       |
| dowództwo 47 Dywizji Strzelców    | komdyw Krugliakow       | 14 Armia              |
| ⇒ dowództwo 140 Brygady Strzelców |                         | 47 Dywizja Strzelców  |
| → 418 pułk strzelców              |                         | 140 Brygada Strzelców |
| → 419 pułk strzelców              |                         | 140 Brygada Strzelców |

## Walki pod Jampolem

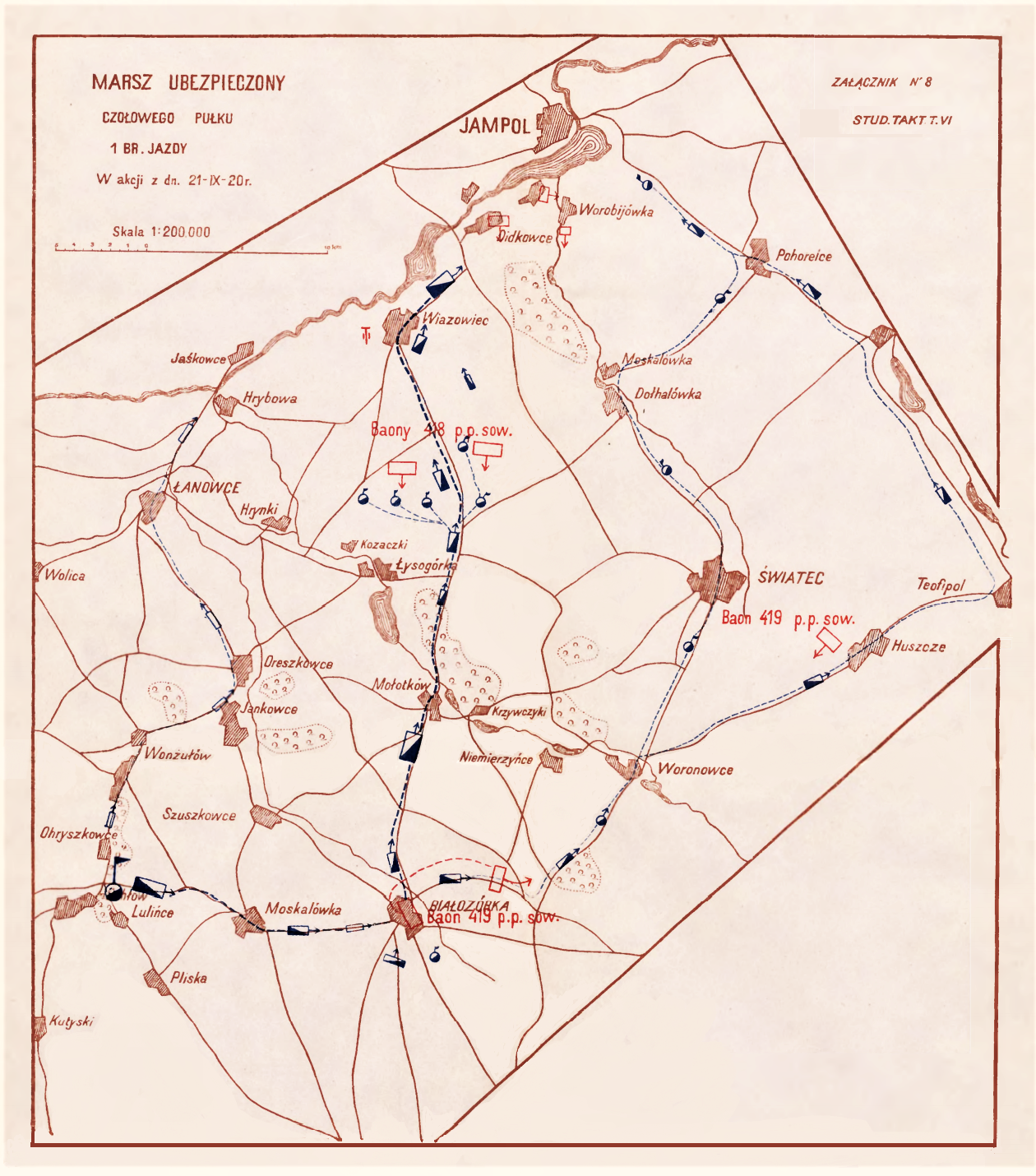
Działania 1 Brygady Jazdy w kierunku na Jampol

Aby nie pozwolić nieprzyjacielowi oderwać się od ścigających wojsk, nowy dowódca 6 Armii gen. Stanisław Haller nakazał 1 Brygadzie Jazdy płk. Janusza Głuchowskiego osiągnąć do wieczora 21 września rejon Jampol – Pańkowce, obsadzić wszystkie przeprawy na Horyniu i zniszczyć oddziały sowieckie napotkane na prawym brzegu rzeki. O godz. 8.30 1 Brygada Jazdy rozpoczęła marsz. W awangardzie szedł 11 pułk ułanów mjr. Edwarda Kleszczyńskiego. Idący w szpicy przedniej 2 szwadron został pod Białozórką ostrzelany przez sowieckie ubezpieczenia. Zgodnie z rozkazem dowódcy pułku, szwadron wykonał szarżę na wieś od czoła, podczas gdy szwadron techniczny obszedł Białozórkę od południa. W rezultacie wspólnej akcji obu szwadronów został rozbity batalion 419 pułku strzelców. Maszerując dalej, w rejonie Wiązowca 1 szwadron uderzył na kolumnę 418 pułku strzelców maszerującą na Mołotków. Tym razem szarża nie miała powodzenia. Szwadron skrył się za wzgórza, a jego plutony nawiązały walkę ogniową z nieprzyjacielem. Jeden z plutonów dokonał obejścia i wyszedł na prawe skrzydło ugrupowania obronnego sowieckich strzelców. Nieoczekiwane pojawienie się ułanów na tyłach kolumny wywołało panikę nieprzyjaciela. Wtedy ruszyły do szarży pozostałe polskie plutony. Batalion sowiecki został rozbity. Wzięto 200 jeńców i zdobyto 5 ckm-ów.
Po walkach w rejonie Wiązowca mjr Kleszczyński do szpicy wyznaczył 4 szwadron. We wsi Didkowce pod Jampolem szwadron napotkał tabory sowieckie. Sowieccy taboryci nie bronili się i środki materiałowe dostały się w ręce Polaków. W tym też czasie nawiązano łączność ogniową z kolejnym batalionem 418 pułku strzelców przeprawiającym się przez Kalinkę. Natychmiast wykonano szarżę na pododdział oczekujący na przeprawę i wzięto go do niewoli. Następnie 4 szwadron przeszedł Kalinkę w bród, a cofających się czerwonoarmistów dopędził pod Worobijówką i szarżą rozbił resztki 418 pułku strzelców. Około 17.00 rejon Jampola osiągnęły siły główne 1 Brygady Jazdy, a stąd ruszyły na Zasław.

## Bilans walk
11 pułku ułanów mjr. Edwarda Kleszczyńskiego utorował drogę siłom głównym brygady. Straty pułku to 1 poległy i dwóch rannych. Wzięto około 500 jeńców, w tym dowódcę 418 pułku strzelców, zdobyto 9 taczanek i 5 ckm-ów.